# Randolph von Breidbach-Bürresheim
Randolph von Breidbach-Bürresheim (10 de agosto de 1912, Bonn - 13 de junio de 1945, Oranienburg-Sachsenhausen) fue un miembro de la resistencia alemana, miembro del complot del 20 de julio de 1944.

## Biografía
El padre de Randolph von Breidbach-Bürresheim era jefe de un escuadrón del 7.º Regimiento de húsares del Ejército prusiano. Vivió con sus abuelos maternos, el conde de Wolff-Metternich, en el castillo de Satzvey, en el Eifel, y después, a causa de la Primera Guerra Mundial, en el castillo de Fronberg, otro bien de la familia en Baviera. En 1922, va a la escuela de la abadía de Metten y después al gymnasium de Maximiliano en Múnich, donde obtiene el abitur en 1931.
Estudia Derecho en la Universidad de Luis-Maximiliano de Múnich y obtiene un doctorado en mayo de 1938 en la Universidad Friedrich-Alexander de Erlangen-Núremberg.
Después de sus estudios, se convierte en colaborador de Josef Müller, anteriormente dirigente del Partido Popular Bávaro, abogado contestatario del nazismo ante los tribunales. Josef Müller y su entorno, con Wilhelm Canaris, Hans von Dohnanyi o Hans Oster, influyen en Randolph von Breidbach-Bürresheim.
En noviembre de 1939, Breidbach-Bürresheim era Oberleutnant en la Wehrmacht en la oficina de la defensa en Múnich y después participa en la batalla de Francia y en el frente oriental. Allí se enfermó de fiebre amarilla durante el invierno de 1942-1943. Es arrestado y sospechoso de haber escrito un informe sobre crímenes de guerra nazis en la Unión Soviética y por consecuencia de alta traición. A pesar de ser absuelto en marzo de 1944, permanece bajo custodia a petición del Reichssicherheitshauptamt.
Su madre pide la ayuda de Claus von Stauffenberg para la liberación de su hijo; Stauffenberg accede. Tras el complot fallido del 20 de julio de 1944, Randolph von Breidbach-Bürresheim es acusado de pertenecer al complot y es transferido por la Gestapo a la prisión de la Lehrter Straße en Berlín a fin de arrancarle confesiones a las que no accede. Poco antes del final de la guerra, probablemente en febrero de 1945 por motivo del avance de los Aliados, es enviado al campo de Oranienburg-Sachsenhausen. Tras la liberación del campo el 22 de abril de 1945, muere ahí de una tuberculosis fulminante el 13 de junio.
La Iglesia católica alemana inscribió a Randolph von Breidbach-Bürresheim en su martirologio del siglo XX.